# Horismenus opsiphanis
Horismenus opsiphanis är en stekelart som först beskrevs av Carlos Schrottky 1909.  Horismenus opsiphanis ingår i släktet Horismenus och familjen finglanssteklar. Inga underarter finns listade i Catalogue of Life.